# تشارلز جي. براينت
تشارلز جي. براينت (بالإنجليزية: Charles G. Bryant)‏ هو مهندس معماري أمريكي، ولد في 1803، وتوفي في 1850.